# 가프 (영화)
《가프》(영어: The World According to Garp)는 미국에서 제작된 조지 로이 힐 감독의 1982년 코미디 드라마 영화이다. 로빈 윌리엄스 등이 출연하였고, 로버트 L. 크로퍼드 등이 제작에 참여하였다.

## 출연진
- 로빈 윌리엄스
- 메리 베스 허트
- 글렌 클로스
- 존 리스고
- 흄 크로닌
- 제시카 탠디
- 스우시 커츠
- 워런 벌린저
- 어맨다 플러머
- 제니 라이트
- 존 어빙
- 조지 로이 힐
- 매슈 콜스
- 이브 고든

## 기타 제작진
- 배역: 매리언 도허티
- 미술: 헨리 범스테드
- 의상: 앤 로스
- 음악 개작: 데이비드 샤이어